# Luís Marques Guedes
Pour les articles homonymes, voir Guedes.
 (octobre 2018).
Si vous disposez d'ouvrages ou d'articles de référence ou si vous connaissez des sites web de qualité traitant du thème abordé ici, merci de compléter l'article en donnant les références utiles à sa vérifiabilité et en les liant à la section « Notes et références ».
Luís Maria de Barros Serra Marques Guedes, né le 25 août 1957 à Lisbonne, est un juriste et homme politique portugais, membre du Parti social-démocrate (PPD/PSD). Il est ministre de la Présidence entre avril 2013 et novembre 2015.

## Biographie

### Un jeune secrétaire d'État
Titulaire d'une licence de droit, il est nommé sous-secrétaire d'État à la Présidence du Conseil des ministres, auprès du secrétaire d'État Luís Marques Mendes et du ministre Fernando Nogueira le 10 janvier 1990, à 32 ans.
Il n'est pas reconduit à la fin du mandat du gouvernement, le 31 octobre 1991, mais fait son retour en tant que secrétaire d'État adjoint du Premier ministre, Aníbal Cavaco Silva, le 8 décembre 1993. Deux ans plus tard, lors des élections législatives du 1er octobre 1995, il est élu député du district de Porto.

### Un haut responsable du PPD/PSD
Réélu en 1999 dans le district de Santarém, puis pour le district de Lisbonne jusqu'en 2011, il occupe la présidence de la commission parlementaire d'Éthique, puis devient vice-président du groupe parlementaire du PPD/PSD. En 2005, à la suite de la victoire du Parti socialiste (PS), il prend la direction du groupe des députés sociaux-démocrates, fonction à laquelle il renonce en 2007, lorsque Luís Marques Mendes abandonne la présidence du parti.
En 2008, il dirige la campagne victorieuse de Manuela Ferreira Leite pour le poste de président du PPD/PSD et obtient, en retour, d'être nommé secrétaire général. Leite renonce finalement, après sa défaite aux élections législatives de 2009, et Marques Guedes est remplacé, en mars 2010, par Miguel Relvas, sous la présidence de Pedro Passos Coelho.

### Le bras droit de Passos Coelho
Bien qu'il ne se soit pas représenté aux élections législatives anticipées du 5 juin 2011, il est nommé, le 21 juin, secrétaire d'État à la Présidence du Conseil des ministres, auprès de Passos Coelho. Le 13 avril 2013, à l'occasion du remaniement qui suit la démission du ministre Relvas, Luís Marques Guedes est promu ministre de la Présidence et des Affaires parlementaires.